# كأس الأمير 2019–20
كأس أمير الكويت لموسم 2019–20 هي النسخة 58 من بطولة كأس الأمير. حقق نادي العربي القب للمره 14 في تاريخه بعد فوزه على نادي الكويت في المبارة النهائية بنتيجة 2-1

## دور ثمن النهائي
20 فبراير 2020 نادي كاظمة 2-1 نادي النصر
20 فبراير 2020 نادي الساحل 0-5 نادي القادسية
21 فبراير 2020 نادي الصليبيخات 0-1 نادي الجهراء
21 فبراير 2020 نادي التضامن 0-5 نادي العربي
22 فبراير 2020 نادي خيطان 1-3 نادي برقان
22 فبراير 2020 نادي الفحيحيل 1-2 نادي السالمية
23 فبراير 2020 نادي اليرموك 3-2 نادي الشباب

## دور ربع النهائي
8 سبتمبر 2020 نادي القادسية 1 (4) - (5) 1 نادي كاظمة
8 سبتمبر 2020 نادي الكويت 4-2 (ب.و.إ.) نادي السالميه
9 سبتمبر 2020 نادي الجهراء 1-3 نادي اليرموك
9 سبتمبر 2020 نادي العربي 4-1 نادي برقان

## دور نصف النهائي
13 سبتمبر 2020 نادي الكويت 1 (7) - (6) 1 نادي السالمية
13 سبتمبر 2020 نادي العربي 0 (5) - (4) 0 نادي اليرموك

## تحديد مركز الثالث
16 سبتمبر 2020 نادي كاظمة 3-1 نادي اليرموك

## النهائي
21 سبتمبر 2020 نادي الكويت 1-2 (ب.و.إ.) نادي العربي